# Efemer növény

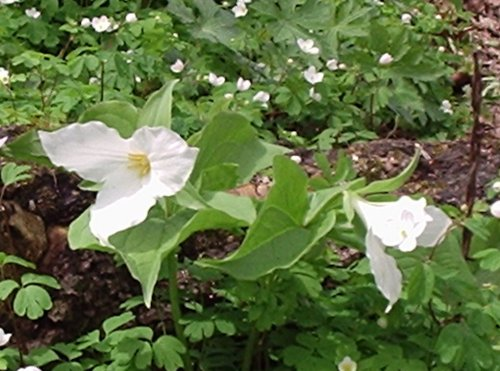
Az előtérben nagyvirágú hármasszirom, a háttérben a kisebb borkóró, mindkettő tavaszi efemer növény Észak-Amerika lombhullató erdőiben

Az efemer (ógörög ἐφημερος, ephémerosz – múló, egy napra való ← ἐπί, epi – rá + ἡμέρα, hémera – nap) vagy rövid tenyészidejű növények néhány hétig, legfeljebb néhány hónapig tenyésző növényfajok, tehát egy év alatt több nemzedéket is létrehozhatnak. Jellemző magyarországi példa a pásztortáska.
Az efemer, kérészéletű olyan egyéves növény, amelynek élettartama jóval rövidebb, mint egy naptári év, gyakran csak néhány hétig tart, így alkalmazkodik az időszakosan kedvező környezeti feltételekhez, például záporokhoz a sivatagban.